# Грисалес, Фредди
Фредди Индурли Грисалес Альварес (исп. Freddy Indurley Grisales Álvarez; родился 22 сентября 1975 года в Медельине, Колумбия) — колумбийский футболист, выступавший на позиции полузащитника.

## Клубная карьера
Грисалес начал свою карьеру в «Атлетико Насьональ». В 1996 году он дебютировал за команду в Кубке Мустанга. Довольно быстро Фредди завоевал место в основе и в 1999 году решил попробовать свои силы в более сильном чемпионате Аргентины, подписав контракт с «Сан-Лоренсо». Но в новой команду он столкнулся с жёсткой конкуренцией и за год сыграл всего девять матчей в основном выходя на замену в конце встреч. По окончании сезона он расторгнул договор в аргентинской командой и вернулся в родной «Атлетико Насьональ». В команде он провёл два сезона являясь основным футболистом, выиграв с ней чемпионат Колумбии и Кубок Мерконорте.
В 2004 году Грисалес предпринял вторую попытку закрепиться в аргентинской Примере, заключив соглашение с «Колоном». После сезона в Аргентине Фредди принял приглашение эквадорской «Барселоны», отыграв за неё вторую половину сезона 2005. Зимой 2006 года он вернулся на родинку подписав контракт с «Индепендьенте Медельин», но уже летом покинул команду вернувшись в Колон. Со второй попытки Грисалес закрепился в команде, имея постоянное место в основном составе. В 2008 году Фредди подписал контракт с «Индепендьенте». Не сумев закрепиться в новой команде он 2009 году перешёл в «Энвигадо». 9 февраля в матче против «Депортиво Кали» он дебютировал за новый клуб. В этом же поединке он забил свой первый мяч за новую команду. Вторую половину сезона 2009 Фредди провёл в «Атлетико Хуниор». 20 июля в поединке против «Кукута Депортиво» Грисалес дебютировал за новый клуб. 16 ноября в матче против «Депортес Толима» он забил свой первый и единственный мяч за «Хуниор». В 2011 году Грисалис завершил карьеру в клубе «Депортиво Перейра».

## Международная карьера
В 1999 году Грисалис был включён в заявку сборной Колумбии на участие в Кубке Америки. В 2001 году он во второй раз отправился на турнир. В матче группового этапа против сборной Венесуэлы Фредди забил гол и помог команде начать турнир с победы. Грисалис в составе национальной команды выиграл Кубок Америки.
Грисалис принимал участие в матчах отборочного турнира к Чемпионатам Мира 2002, 2006 и 2010, но ни на один из мундиалей не попал.

## Достижения
Командные
 «Атлетико Насьональ»
- Чемпионат Колумбии по футболу — 1999
- Обладатель Кубка Мерконорте —2000

Международные
- Кубок Америки — 2001